# Fudžajra
Fudžajra (arabsky الفجيرة‎, anglicky AL Fujairah) je hlavní město stejnojmenného emirátu ve Spojených arabských emirátech. V roce 2013 zde žila celá polovina obyvatel emirátu, tj. 82 915 lidí, čímž se město zařadilo na sedmé místo v zemi. Současné město se širokými a prostornými ulicemi na břehu Omanského zálivu má tři části, historickou, moderní a přístav, jehož historická část se rozkládá kolem vojenské pevnosti z roku 1670 (rekonstruované roku 2000). Ve městě se nachází také moderní polyfunkční námořní přístav, který slouží především jako cargo, k zaoceánské dopravě zboží (zejména nafty a zemního plynu), ovoce, rybích výrobků, ale směřují sem také turistické lodi. Při městě funguje mezinárodní letiště.

## Turistika a památky

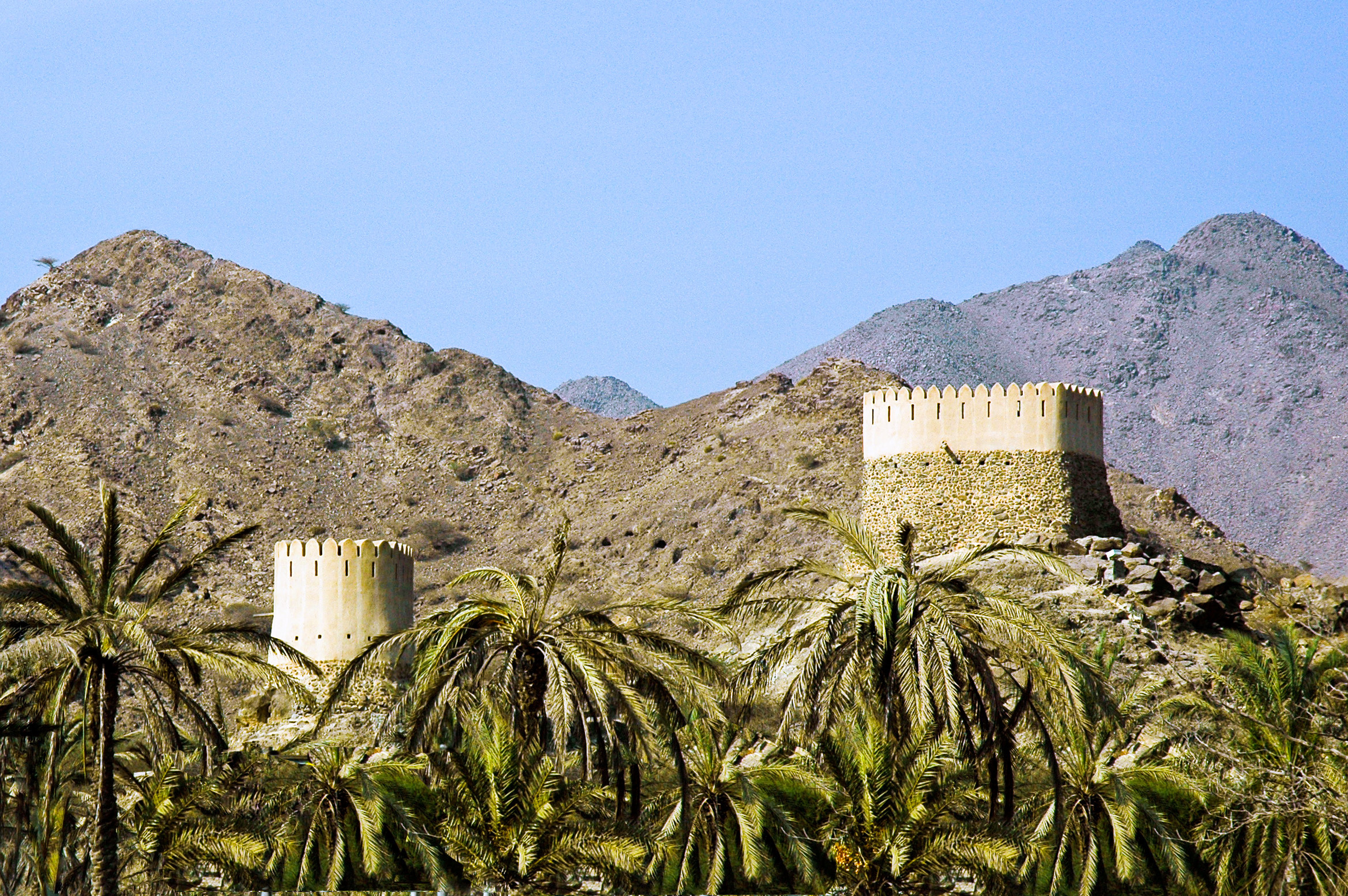
Věže pevnosti Al Badiyah

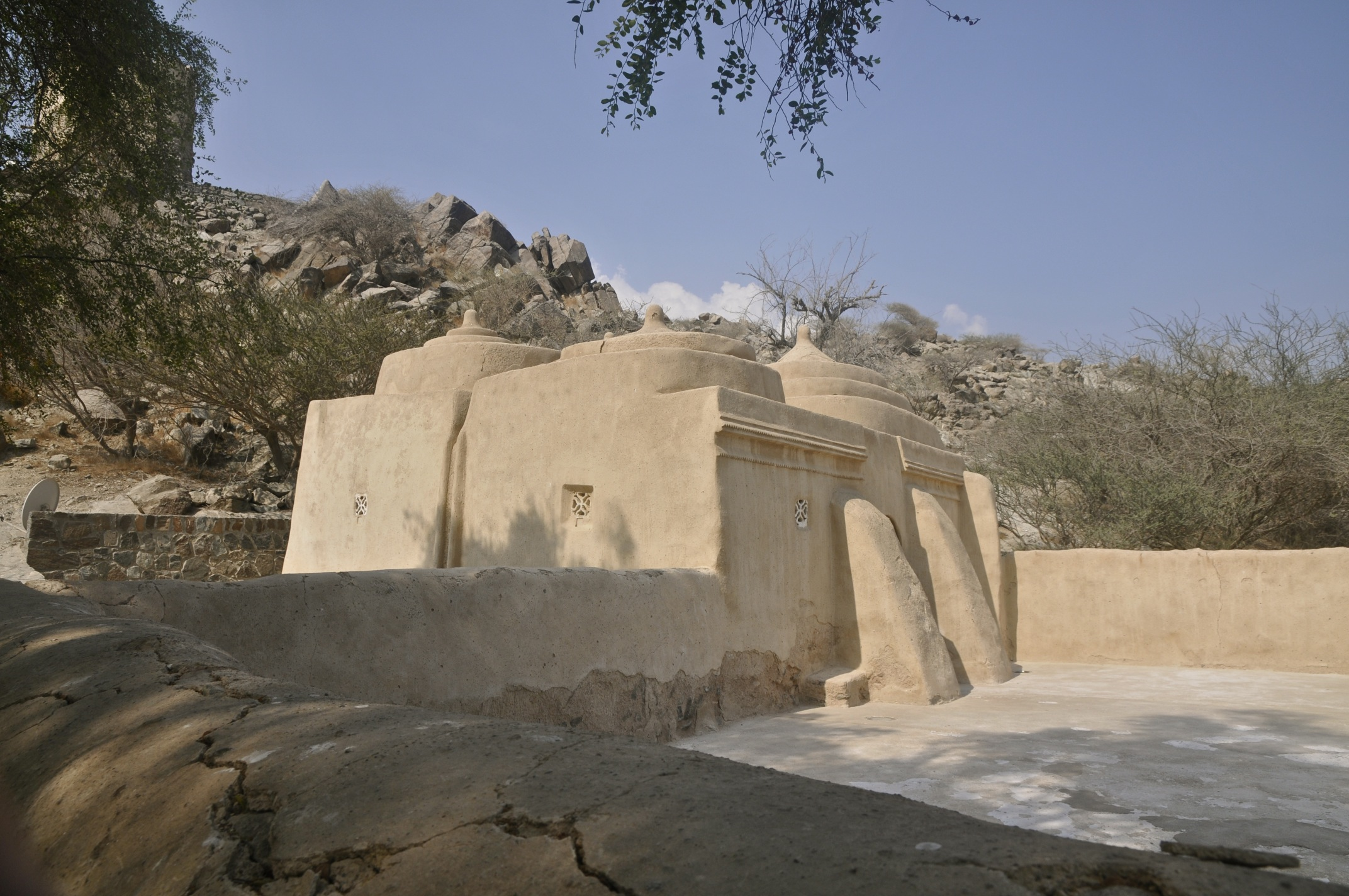
mešita Al Bidya

- Pevnost Al Badiah - soustava opevněných budov se strážními věžemi a hradebními zdmi původně britské vojenské základny z roku 1670 (rekonstruovaná roku 2000)
- Al Bidya - osada asi 30 km od hlavního města, rekreační přímořské středisko turistiky, oblíbené zejména k potápění
  - nejstarší dochovaná a zároveň funkční mešita na Arabském poloostrově, její základy byly radiokarbonovou metodou datovány k roku 1446, turistům nepřístupná, viditelná z ochozů sousedních věží pevnosti.

## Obyvatelstvo
Vývoj počtu obyvatel zachycuje tabulka:
| rok  | způsob  | počet obyvatel |
| ---- | ------- | -------------- |
| 1975 | sčítání | 2 909          |
| 1980 | sčítání | 12 659         |
| 1985 | sčítání | 17 926         |
| 1995 | sčítání | 33 176         |
| 2005 | sčítání | 55 000         |
| 2010 | odhad   | 72 292         |
| 2013 | odhad   | 82 915         |